# Макс Мартини
Максимилиан Карло „Макс“ Мартини (на английски: Maximilian Carlo "Max" Martini) (роден на 11 декември 1969 г.) е американски телевизионен, филмов и театрален актьор. Най-известен е с ролята си на Мак Герхард в сериала „Звеното“. Участвал е и във филми като „Контакт“, „Спасяването на редник Райън“, „Градът“, „Огненият пръстен“ и „Петдесет нюанса сиво“.